# Détaché
Pour les articles homonymes, voir détaché (homonymie).
Le détaché ou coup de poignet est la technique de percussion propre au jeu de vielle à roue.

## Production du son

### Le double usage de la manivelle
La manivelle de la vielle sert à la fois à faire vibrer les cordes mélodiques, mais également à déclencher des percussions. Une corde spécifique est dédiée à la percussion, la « trompette ». Elle a la particularité d'être en appui sur un support mobile, le « chien », ou trompillon. Lorsqu'un à-coup est donné à la roue par la poignée, le choc soulève la corde. Solidaire, le chien se soulève aussi et bat brièvement contre la table avant de revenir au repos. La trompette vibre au rythme de ce bref battement d'amplitude décroissante. Alors que les autres cordes continuent de sonner à la même hauteur, l'ébranlement subit de la trompette produit le grésillement caractéristique du détaché, analogue à la cigale qui cymbalise, une sorte de « dzzt ».

### Les deux réglages fixes

#### Appui du chien
Outre le geste à la manivelle, le son dépend de deux éléments qui doivent être réglés au préalable. D'abord la force avec laquelle le chien est appuyé contre la table. Elle se règle à l'aide d'une clef qui enroule le tirant, corde qui tire sur la trompette. Un appui assez faible rend la percussion difficile à déclencher. Un appui important rend le grésillement permanent. L'appui doit donc être réglé selon la vitesse du morceau à jouer et des effets désirés.

#### Taille du chien
Le son du détaché dépend également de la matière et de la forme du chien. Il donne au détaché son timbre et son rendu. L'affûtage de cette pièce est délicat. Le son du détaché dépend beaucoup de la forme du chien, c'est-à-dire du chevalet mobile. Le chien est une petite pièce en bois de l'ordre d'un centimètre. Il peut être facilement ôté de son emplacement, il n'y est en effet retenu que par la pression de la corde trompette. Il existe plusieurs formes de chien. Il peut être taillé en bois d'essences différentes. Il n'y a pas d'art exact de la taille du chien. Deux chiens d'allures pratiquement semblables ne donneront pas nécessairement le même son. Une fois que le chien est dégrossi et commence à sonner, on procède à son réglage. On pratique des entailles très fines au cutter et on le lime avec des papiers de verre de différents grains. Il faut savoir s'arrêter à temps. En effet, les petites modifications successives finissent inéluctablement par détruire les qualités acoustiques du chien. Ainsi, plus d'un vielliste à la recherche d'un timbre optimal, a fini par « tuer son chien ». La durée de vie d'un chien est variable, mais ils finissent par s'user au bout d'une année ou deux, quand ils ne sont pas perdus. Chaque vielliste dispose ainsi de plusieurs chiens de rechange, même s'il a toujours son préféré.

## Techniques de jeu

### Un espace pour la poignée
Si le vielliste tenait fermement sa poignée de manivelle, il lui serait difficile de produire des détachés. C'est pourquoi il forme une cage avec sa main, ronde et souple, dans laquelle la poignée peut rouler, un peu comme les graines à l'intérieur des maracas. Tandis qu'il fait circuler la poignée dans cet espace, il est libre de la percuter pour produire un détaché isolé, ou bien de la faire rebondir pour enchaîner une suite rapprochée de détachés. Après un détaché, une pression plus forte maintenue sur la poignée permet de laisser traîner le coup de poignet, qui émet alors un son continu après avoir claqué. Un maître de la vielle à roue, Valentin Clastrier, va jusqu'à parler d'un nécessaire doigté du détaché.

### Un art de l'ostinato ou de l'articulation
Même si le détaché est produit par un mécanisme sophistiqué, la percussion obtenue est assez rudimentaire. C'est pourquoi il sert généralement d’accompagnement rythmique élémentaire. Un détaché efficace souligne la mélodie avec de petites cellules rythmiques répétées, comme des claves. L'art du détaché est ainsi presque toujours un art de l'ostinato.
Cependant, ce n'est qu'une direction de jeu possible. Formellement, le rythme joué à la main droite peut être totalement indépendant de la mélodie jouée à la main gauche.
L'usage baroque met la percussion au service de la mélodie. Elle sert alors à articuler des notes que l'on souhaite particulièrement détacher l'une de l'autre sans avoir à arrêter la roue. Le désir de rendre la percussion de la vielle la plus fine et la plus discrète possible aura permis a posteriori, et dans d'autres contextes, une virtuosité proprement rythmique.

### Techniques avancées
La base du détaché consiste à savoir jouer des suites de deux, quatre, voire trois détachés par tour de roue. De nombreuses techniques vont bien au-delà.
1. Certains joueurs maîtrisent des suites allant de 5, 6, et jusqu'à 8, voire 12 détachés par tour.
2. Ils mesurent avec précision la durée des traînées.
3. Ils sont libres de percuter à n'importe quel point du tour de roue, et pas forcément à l'un des quatre points cardinaux.
4. Ils créent des ostinatos sur plus d'un tour, par exemple une suite de trois détachés réguliers sur deux tours de roue (technique développée par Marcel Piaud).
5. Ils peuvent tourner la roue plus vite ou plus lentement tout en gardant un rythme au même tempo.
6. Ils contrôlent encore le timbre du détaché, plus ou moins net ou étalé, lourd ou léger, mat ou brillant entre autres.

On consultera avec profit l'ouvrage du maître Valentin Clastrier (voir Bibliographie).

### Exemples: discographie
- Mouvements clos (2001) de Gilles Chabenat – reprise de l’ostinato du Boléro de Ravel (ostinato sur huit tours composé de suites de 4 et 6 détachés par tour)
- Valentin Clastrier collection « les maîtres de la vielle à roue », édité par Silex – écouter Madranque pour les suites de 8 détachés par tour
- Vielles 96, édité par l'AMTA - écouter la Mazurka à Rigal pour l'art des traînées
- Les maîtres de la vielle à roue, édité par Silex - écouter La cabretta d'amor, Fils de Gascogne, et Regret joués par Marcel Piaud, pour sa technique d'ostinato sur deux tours de roue.
- La vielle à roue baroque (1987) de Françoise Bois Poteur, éd. Vérany[13]
- Musique du temps de Samuel de Champlain (2006) par les ensembles Terra Nova et Les Enfans de Cythère, éd. Via Musique, Québec[14]

## L'apprentissage

### Principes
« Le mouvement de la roue se divise en un tour entier, en deux demi-tours, en deux quarts & un demi-tour; en un demi-tour & deux quarts ; en trois quarts liés ; en trois quarts détachés ; en quatre quarts ; en huit huitièmes ; en trois tiers égaux, & en deux quarts & un demi ; division qui a rapport aux valeurs des notes. Les coups de poignet dépendent souvent du caractère de la pièce & du goût du musicien. » extrait de l'article Vielle de l'Encyclopédie de Diderot
À l'aide du poignet à la fois droit et souple, il faut percuter la poignée de la manivelle en divers endroits du tour de roue. Le cercle est divisé en deux pour le coup de deux (en haut et en bas), en quatre pour le coup de quatre, etc. Apprendre à percuter précisément les premiers points définis permet ensuite de percuter de nombreux autres points intermédiaires, selon l'enseignement d'Aucouturier. On doit être attentif à la fois à la précision du point de frappe et au geste du poignet qui doit être dans l'alignement de l'avant-bras tout en conservant une certaine souplesse. Le but est de pouvoir imprimer des coups réguliers et d'intensité égale. On sera ensuite capable de coups irréguliers et de modeler le son du détaché.

### Étapes
L'apprentissage de la base du détaché comporte souvent les étapes suivantes.
Un joueur propose des conseils précis et des schémas pour bien commencer l'apprentissage du détaché :
1. Phase 1 - quatre impacts réguliers par tour
  1. tourner la roue en faisant circuler la poignée à l'intérieur de la main
  2. tourner la roue régulièrement
  3. coup de un (noire, qui équivaudra ici à une pulsation) - percuter la  poignée en position haute en tournant régulièrement
  4. coup de deux régulier (deux croches noire) - enchaîner un coup en position haute, un coup en position basse, et un coup en position haute
  5. coup de deux irrégulier (croche pointée double noire) - enchaîner un coup en position haute avec un coup aux trois-quarts du tour, puis avec un coup en position haute
  6. demi-coup de quatre arrière (croche deux doubles noire) - enchaîner un coup en haut, en bas, aux trois-quarts, et en haut
  7. coup de deux irrégulier avant (double croche croche pointée noire) - enchaîner un coup en haut, au quart de tour, puis en haut
  8. demi-coup de quatre avant (deux doubles croche noire) - enchaîner un coup en haut, au quart, en bas, puis en haut
  9. coup de quatre (quatre doubles noire) - enchaîner un coup en haut, au quart, en bas, aux trois-quarts, puis en haut

Remarques
  - Chaque geste doit être pratiqué de façon isolée pour s'assurer de la justesse de la position, mais aussi répétée à chaque nouveau tour de roue, pour s'exercer aux ostinatos typiques du jeu de vielle.
  - Une fois un nouveau point d'impact maîtrisé, il est bon de savoir l'utiliser dans le plus grand nombre de situations rythmiques différentes.
  - Cette méthode a l'avantage et l'inconvénient d'assimiler la position haute avec la pulsation fondamentale. Elle est toujours accentuée. Pour un contrôle fin du détaché, il faut apprendre à frapper chaque position de façon égale, ou encore à déplacer cette pulsation sur un autre point du tour de roue.
2. Phase 2 - trois impacts réguliers par tour - (étapes non détaillées)
3. Phase 3 - six impacts réguliers par tour - (étapes non détaillées) - à ce stade, huit points d'impacts sur la roue sont maîtrisés.
4. Phase 4 - techniques avancées

## Histoire du détaché
Ce paragraphe reprend librement les travaux de Paul Fustier. Certaines affirmations manquent de preuves directes et doivent donc être considérées comme des hypothèses.

### La vielle originelle intime
Le principe de la vielle, des cordes frottées par une roue-archet mue par une manivelle, ne comporte pas de trompette lors de son invention au XIIe siècle. La vielle est alors un instrument au son doux, intime. Elle est utilisée dans la liturgie religieuse et la chanson amoureuse. Cet usage perdure jusqu'au XVIIe siècle.

### La vielle moderne duXVesiècle
Au XVe siècle, le bruit parasite occasionné par la vibration d'un support d'une corde, est utilisé à dessein. Une corde spéciale dédiée à ce bruit parasite, la trompette, est ajoutée à l'instrument et permet de le contrôler. On ne sait si cette innovation a d'abord donné lieu à la conception de la trompette marine et n'aurait été que dans un deuxième temps adaptée à la vielle. Cette modification permet plusieurs nouveaux usages de l'instrument. La vielle à roue devient un instrument composite. La mélodie de ses chanterelles est douce, tandis que le grésillement de la trompette peut être puissant.

### La vielle mendiante lancinante
Du XVe au XIXe siècle, la vielle connaît un usage mendiant. Le grésillement de la trompette est utilisé en continu pour accompagner des mélodies très simples. Le but est d'attirer l'attention du passant, de l'appeler, de susciter sa compassion pour qu'il offre un don. De là vient l'expression « monnaie de vielleux ».

### La vielle de bal rythmique
Du XVe siècle à nos jours, la vielle ainsi dotée d'une percussion devient un instrument populaire qui permet de faire danser lors de fêtes. La percussion marque la cadence et devient ainsi le principal atout de l'instrument. Il est très difficile de savoir avant le XVIIIe siècle jusqu'à quel point la virtuosité rythmique était développée. On peut juste deviner qu'elle était limitée par le mécanisme de la trompette, qui n'a été affiné que lors de l'adoption de l'instrument par la cour. La pratique populaire à partir du XIXe siècle a bénéficié de ces innovations, et la pratique qui s'appuie sur le bal a largement contribué à faire évoluer la technique du détaché.

### La vielle baroque domestiquée
Aux XVIIe et XVIIIe siècles, la vielle, à la suite d'un engouement idéalisé pour la campagne, devient instrument de cour. Elle reçoit à cette époque son corps de luth, et d'excellents luthiers lui donnent la forme qu'on lui connaît actuellement. La vielle est pratiquée lors de petits concerts, dans des salons, lors de repas, de réunions en cercle restreint. Elle devient un instrument de musique de chambre. Les premières méthodes de vielle sont publiées, ainsi que des partitions. L'attitude par rapport au détaché est ambiguë. Il s'agit de le garder à titre d'élément sauvage, mais de le domestiquer, de façon à ne presque plus le faire entendre. Il est mis au service de la mélodie et devient très discret en tant que percussion autonome. Il doit servir à articuler les notes, c'est-à-dire à mieux les détacher. Paradoxalement, cette volonté de domestiquer l'élément parasite donnera lieu à des innovations matérielles et à des techniques de jeu qui profiteront au jeu de percussion quand il bénéficiera de toute sa liberté.

### La vielle contemporaine multiple
Depuis la fin du XXe siècle, la vielle fait l'objet d'un renouveau. Des luthiers ont permis de rendre l'instrument à la fois plus stable et plus performant. Des musiciens développent les techniques de jeu dans toutes les directions, sans privilégier a priori la dimension mélodique ou au contraire seulement rythmique de l'instrument. L'introduction de la vielle électro-acoustique permet notamment de rééquilibrer au besoin la relative faiblesse des cordes mélodiques par rapport à la puissance de la trompette.
Bien sûr, plusieurs de ces différents usages ont été contemporains les uns des autres et perdurent actuellement. Ces usages ici distingués ont pu et continuent de se mêler les uns aux autres. Donnons les exemples suivants :
- Un vielliste de la fin du XVIIIe siècle comme Corrette est à la frontière de l'usage aristocratique et dansant.
- Il existe des mendiants  musiciens et des musiciens mendiants[19], comme les petits savoyards.
- La vielle paysanne peut se joindre à une pratique rituelle lors d'une marche de noces ou encore pour accompagner le sacrifice d'un bœuf[20].
- Certains créateurs contemporains comme Chabenat ont commencé par une technique propre au bal.
- Enfin, un vielliste contemporain comme Matthias Loibner témoigne d'une virtuosité qu'il utilise aussi bien dans des concerts baroques que pour des solos inspirés par la musique populaire.